# Scylaticus melanus
Scylaticus melanus är en tvåvingeart som beskrevs av Jason Gilbert Hayden Londt 1992. Scylaticus melanus ingår i släktet Scylaticus och familjen rovflugor.
Artens utbredningsområde är Namibia. Inga underarter finns listade i Catalogue of Life.